# معرض أتينيو للفنون
معرض أتينيو للفنون هو متحف للفن الحديث تابع لجامعة أتينيو دي مانيلا. إنه الأول من نوعه في الفلبين. إنه بمثابة مصدر فني لمجتمع الجامعة وعامة الناس أيضًا. يقع المعرض في جناح الفنون، أريتي، جامعة أتينيو دي مانيلا، شارع كاتيبونان، لويولا هايتس، كويزون سيتي.
تم إنشاء معرض أتينيو للفنون، المعروف اليوم باسم أول متحف للفنون الحديثة في الفلبين في عام 1960 من قبل فرناندو زوبيل الذي ورث لأتينيو مجموعة من أعمال كبار الفنانين الفلبينيين في فترة ما بعد الحرب.

## مجموعة
يضم معرض أتينيو للفنون أكثر من 500 عمل فني بما في ذلك اللوحات والمطبوعات والرسومات والمنحوتات والصور الفوتوغرافية والملصقات. تعود جذور هذه المجموعة إلى الراحل فرناندو زوبيل (1984–1920). تبرع الرسام وعالم الفنون والمدرس في أتينيو ، زوبيل بأكثر من 200 عمل فني لتشكيل مجموعة دراسية لطلاب الجامعات. أقيم لأول مرة في قاعة بيلارمين في عام 1961 وانتقل إلى الطابق الأرضي من مكتبة ريزال في عام 1967 وانتقل مؤخرًا إلى جناح الفنون في أريتي في 1 أكتوبر 2017. 

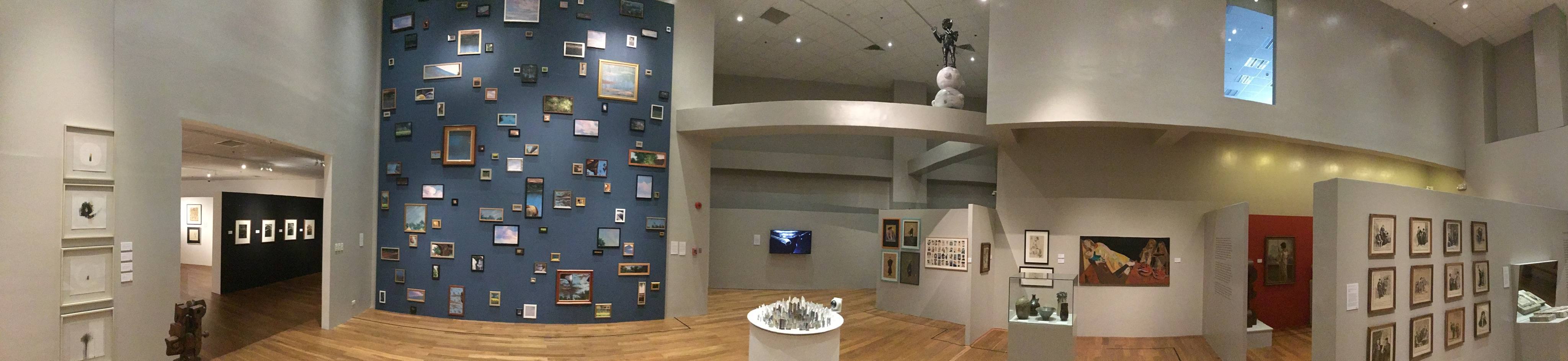
داخل معرض أتينيو للفنون

## الأدب
- Lenzi، Iola (2004). Museums of Southeast Asia. Singapore: Archipelago Press. ص. 200. ISBN:981-4068-96-9.